# Royal Ahold
Royal Ahold NV var en nederländsk dagligvaruhandelskedja. Bolaget är sedan 2000 delägare i svenska ICA AB. Tidigare Ikeachefen Anders Moberg var från 2003 till november 2007 VD, för att därefter ersättas av John Rishton. 2016 slog den samman med ett annat företag till Ahold Delhaize.